# Лорд Альфред Дуґлас
Лорд Альфред Дуґлас (англ. Lord Alfred Douglas) — британський поет і журналіст. Насамперед відомий як коханець Оскара Вайлда.

## Біографія
Народився 22 жовтня 1870 року в Вустерширі, Англія. Третій син маркіза Квінсбері та Сибіл Монтгомері, яка вважала його своїм улюбленцем та дала йому прізвисько Бозі (англ. Bosie, похідне від «boysie» — хлопчисько), що залишилось з ним на все життя.
Закінчивши Вінчестерський коледж, вступив до Оксфорда, де редагував студентський журнал під назвою «The Spirit Lamp», в якому простежувався чіткий гомоеротичний підтекст. У студентські роки познайомився з Оскаром Вайлдом, з яким мав близькі, але водночас бурхливі стосунки. Батько Лорда Альфреда, дев'ятий маркіз Квінсберрі, такий зв'язок свого сина з Вайлдом не схвалював, і вирішив публічно принизити письменника, звинувативши його у гомосексуальності. Вайлд подав на нього до суду за наклеп, але справа обернулася проти самого Вайлда, якого, зрештою, ув'язнили за «сороміцьку непристойність». Після того, як Вайлда випустили з в'язниці, Дуґлас протягом деякого часу жив разом із ним у Неаполі, але вони розійшлися ще задовго до смерті письменника.
1902 року Дуґлас одружився з англійською поетесою Олів Кастанс, з якою у них народився син на ім'я Реймонд. 1911 року навернувся у католицизм і публічно осудив гомосексуальність Вайлда. Крім того, у журналі «Plain English» Дуґлас висловлював свої погляди, що несли антисемітський характер, хоча він й не підтримував політику Третього Рейху. Потрапив до в'язниці за наклеп на Вінстона Черчилля за службові злочини під час воєнного часу.

## Творчість
Дуґлас написав декілька збірок поезії, зокрема ранні його вірші несли гомоеротичний уранічний характер. Фраза «Кохання, що не сміє вимовити своє ім'я» взято з Дуґласового вірша «Два кохання», хоча вона часто приписується Оскару Вайлду.

### Поезії
- Poems (1896)
- Tails with a Twist 'by a Belgian Hare' (1898)
- The City of the Soul (1899)
- The Duke of Berwick (1899)
- The Placid Pug (1906)
- The Pongo Papers and the Duke of Berwick (1907)
- Sonnets (1909)
- The Collected Poems of Lord Alfred Douglas (1919)
- In Excelsis (1924)
- The Complete Poems of Lord Alfred Douglas (1928)
- Sonnets (1935)
- Lyrics (1935)
- The Sonnets of Lord Alfred Douglas (1943)